# Сябренко, Николай Семенович
Николай Семенович Сябренко - партийный работник, первый секретарь Усть-Кутского райкома КПСС (1956-1966 гг.), работал заместителем директора Братского лесопромышленного комплекса.

## Биография
Николай Семенович Сябренко родился в 1917 году в крестьянской семье. Окончил школу ФЗО, в 1937 году избран заместителем председателя, а затем председателем обкома профсоюза работников общественного питания. Член ВКП(б) с 1940 года.
С 1942 года работает в аппарате Иркутского обкома и горкома партии, после окончания ВПШ при ЦК КПСС в 1956 году избран первым секретарем Усть-Кутского РК КПСС. С 1966 года и до ухода на пенсию Н.С. Сябренко работал заместителем директора Братского ЛПК.
Неоднократно избирался членом обкома КПСС, депутатом областного, городского и районного Советов народных депутатов. Награждён орденом Трудового Красного Знамени, орденом «Знак Почёта», различными медалями.
Николай Семенович Сябренко скончался на 67-м году жизни 10 марта 1984 года.